# The Chakachas
Os The Chakachas foram um grupo de Soul latino fundado na Bélgica. Eram também conhecidos como "Les Chakachas" ou "Los Chakachas". Uma das canções do grupo, "Jungle Fever" (Febre da Selva) figurou na trilha sonora do jogo eletrônico Grand Theft Auto: San Andreas, mais precisamente na rádio Master Sounds 98.3. A mesma música também aparece na trilha sonora do filme E se Fosse Verdade... (nome original: Just Like Heaven).

## Membros
- Gaston Bogaert (ex-Los Juano Boengs e ex-The Continentals) - percussão (conga e tumba)
- Kari Kenton (esposa de Tito Puente) - vocais e maracas
- Vic Ingeveldt - saxofone
- Charlie Lots - trompete
- Christian Marc - piano
- Henri Breyre - guitarra e backing vocais
- Bill Raymond - baixo.